# محطة قطار مزكيرت باتيا

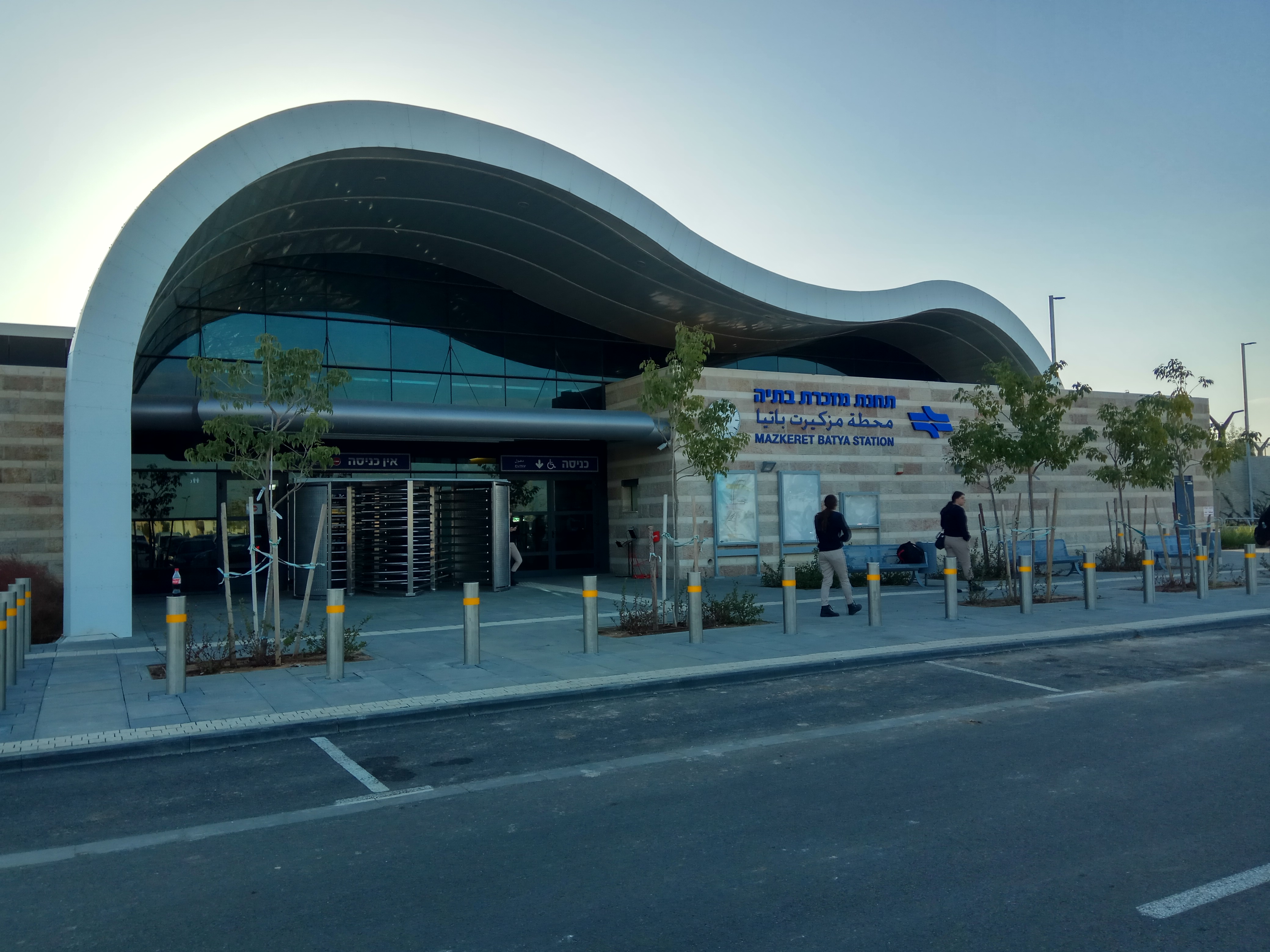
محطة قطار مزكيرت باتيا

محطة قطار مزكيرت باتيا (بالعبرية: תחנת הרכבת מזכרת בתיה) هي محطة قطار للركاب تقع في شبكة خطوط السكك الحديدية الإسرائيلية على سكة الحديد الجنوبية وافتتحت في 30 مايو 2019 .

## خطوط

### الحافلات
توجد خمسة خطوط حافلات تصل إلى محطة قطار مزكيرت باتيا. يتم تشغيل خط قديم ومتكرر ينطلق من مزكيرت باتيا إلى رحوفوت، وأربعة خطوط مخصصة للوصول إلى محطة القطار تنطلق من المناطق المجاورة. جميع هذه الخطوط تعمل تحت إدارة شركة إيجد.
| الشركة المشغلة | رقم الخط | المسار                                                                                            | ملاحظات إضافية                                                  |
| -------------- | -------- | ------------------------------------------------------------------------------------------------- | --------------------------------------------------------------- |
| إيجد           | 26/26א   | محطة القطار - مزكيرت باتيا - كريات عكرون - تقاطع بيلو - المحطة المركزية رحوفوت - محطة قطار رحوفوت | ♿ يعمل الخط في جميع ساعات اليوم، ولكنه غير مرتبط بأوقات القطار |
| إيجد           | 51       | محطة القطار - مزكيرت باتيا - غني يوحنان - يتسيتس - رموت مئير - نعان                               | ♿ يعمل الخط في جميع ساعات اليوم، ولكنه غير مرتبط بأوقات القطار |
| إيجد           | 52       | محطة القطار - طريق 411 - بيت إلعزاري                                                              | ♿ يعمل الخط في جميع ساعات اليوم، ولكنه غير مرتبط بأوقات القطار |
| إيجد           | 53       | محطة القطار - طريق 411 - حولدا - مشمار دافيد - تل شاحار - يسودوت - نيتسر حزاني                    | ♿ يعمل الخط في جميع ساعات اليوم، ولكنه غير مرتبط بأوقات القطار |
| إيجد           | 54       | محطة القطار - طريق 411 - كريات عكرون - تقاطع بيلو - مستشفى كابلان                                 | ♿ يعمل الخط في جميع ساعات اليوم، ولكنه غير مرتبط بأوقات القطار |

### القطارات
تتوقف في المحطة القطارات على خط بئر السبع – نهاريا.